# Bahrain International Challenge 2023
Die Bahrain International Challenge 2023 als offene internationale Meisterschaft von Bahrain im Badminton wurde vom 21. bis zum 26. November 2023 in Manama ausgetragen. Es war die siebente Auflage des Turniers.

## Sieger und Platzierte
| Disziplin    | Gold                           | Silber                                | Bronze                                |
| ------------ | ------------------------------ | ------------------------------------- | ------------------------------------- |
| Herreneinzel | Minoru Koga                    | Riki Takei                            | Sathish Kumar Karunakaran             |
| Herreneinzel | Minoru Koga                    | Riki Takei                            | Meiraba Luwang Maisnam                |
| Dameneinzel  | Chen Lu                        | Wu Luoyu                              | Dai Wang                              |
| Dameneinzel  | Chen Lu                        | Wu Luoyu                              | Ruthvika Shivani                      |
| Herrendoppel | Kazuki Shibata Naoki Yamada    | Krishna Prasad Garaga K. Sai Pratheek | Sirawit Sothon Natthapat Trinkajee    |
| Herrendoppel | Kazuki Shibata Naoki Yamada    | Krishna Prasad Garaga K. Sai Pratheek | Xie Haonan Zeng Weihan                |
| Damendoppel  | Gabriela Stoeva Stefani Stoeva | Kokona Ishikawa Mio Konegawa          | Nikki Rapria Nishu Rapria             |
| Damendoppel  | Gabriela Stoeva Stefani Stoeva | Kokona Ishikawa Mio Konegawa          | Wang Tingge Wang Yiduo                |
| Mixed        | Zhou Zhihong Yang Jiayi        | Gregory Mairs Jenny Mairs             | Jones Ralfy Jansen Thuc Phuong Nguyen |
| Mixed        | Zhou Zhihong Yang Jiayi        | Gregory Mairs Jenny Mairs             | Ma Xixiang Wu Mengying                |